# Crimen de Alcácer
Se conoce como crimen de Alcácer o caso Alcácer al secuestro, violación, tortura y asesinato de Míriam, Toñi y Desirée, tres adolescentes de catorce y quince años del municipio valenciano de Alcácer, España.
Las adolescentes desaparecieron la noche del viernes 13 de noviembre de 1992, cuando se dirigían haciendo autoestop a una discoteca de la vecina localidad de Picasent donde se celebraba una fiesta de su instituto. La búsqueda de las conocidas como «niñas de Alcácer» tuvo una fuerte repercusión en los medios de comunicación españoles. El 27 de enero de 1993, 75 días después de su desaparición, dos apicultores encontraron los cadáveres semienterrados en una fosa en el barranco de la Romana, un paraje de difícil acceso próximo al pantano de Tous. El hallazgo de los cuerpos y el conocimiento posterior de las vejaciones a las que fueron sometidas conmocionaron profundamente a la sociedad.
Las investigaciones policiales apuntaron a que el triple crimen fue cometido por dos delincuentes comunes: Antonio Anglés y Miguel Ricart, de 26 y 23 años respectivamente. El primero, considerado el presunto autor material de los hechos, huyó en el mismo momento en el que las fuerzas de seguridad procedieron a su localización. Aunque la búsqueda fue incesante, Antonio Anglés aún se encuentra en paradero desconocido. En cambio, Miguel Ricart fue detenido, juzgado y condenado a 170 años de prisión en un juicio muy mediatizado, de los que solo cumplió 21 antes de ser puesto en libertad.
La instrucción del caso fue duramente cuestionada por uno de los padres de las niñas que, de manera alternativa, desarrolló una teoría de conspiración. Según esta, la versión oficial era una tapadera para encubrir a los verdaderos criminales: un grupo de políticos y empresarios poderosos involucrados en la producción de vídeos snuff. Aunque buena parte de la teoría se sustentaba en especulaciones y acusaciones infundadas (algunas de ellas delictivas), esta arraigó con fuerza en el imaginario colectivo de la sociedad española gracias a su intensa exposición mediática.

## Hechos

### Noche de la desaparición
Míriam García Iborra, de 14 años, María Deseada Hernández Folch (Desirée), de la misma edad, y Antonia Gómez Rodríguez (Toñi), de 15 años, eran tres amigas del municipio valenciano de Alcácer. A las ocho de la tarde del viernes 13 de noviembre de 1992 salieron de casa de su amiga Esther, a quien acababan de visitar. Su intención era dirigirse a la discoteca Coolor, situada en las afueras del municipio colindante de Picasent, antes de su cierre a las diez. Previamente, Míriam había llamado a casa para ver si su padre las podía llevar, como era habitual, pero este había llegado del trabajo con fiebre y estaba en la cama. Esther, con gripe, decidió quedarse en casa.
Para llegar hasta la discoteca desde Alcácer había que recorrer una carretera que enlazaba los dos municipios, los cuales se encuentran separados entre sí unos dos kilómetros. El último tramo era oscuro y no había viviendas junto a la carretera. Era habitual encontrar en los alrededores de Coolor a jóvenes de las poblaciones cercanas haciendo autoestop, a pesar de que los fines de semana el dueño del establecimiento fletaba un autobús y alguna furgoneta para transportar a los clientes.
Aparentemente, aquella noche, las tres adolescentes decidieron desplazarse haciendo autoestop, pero desaparecieron antes de llegar a su destino.

### Búsqueda de las desaparecidas

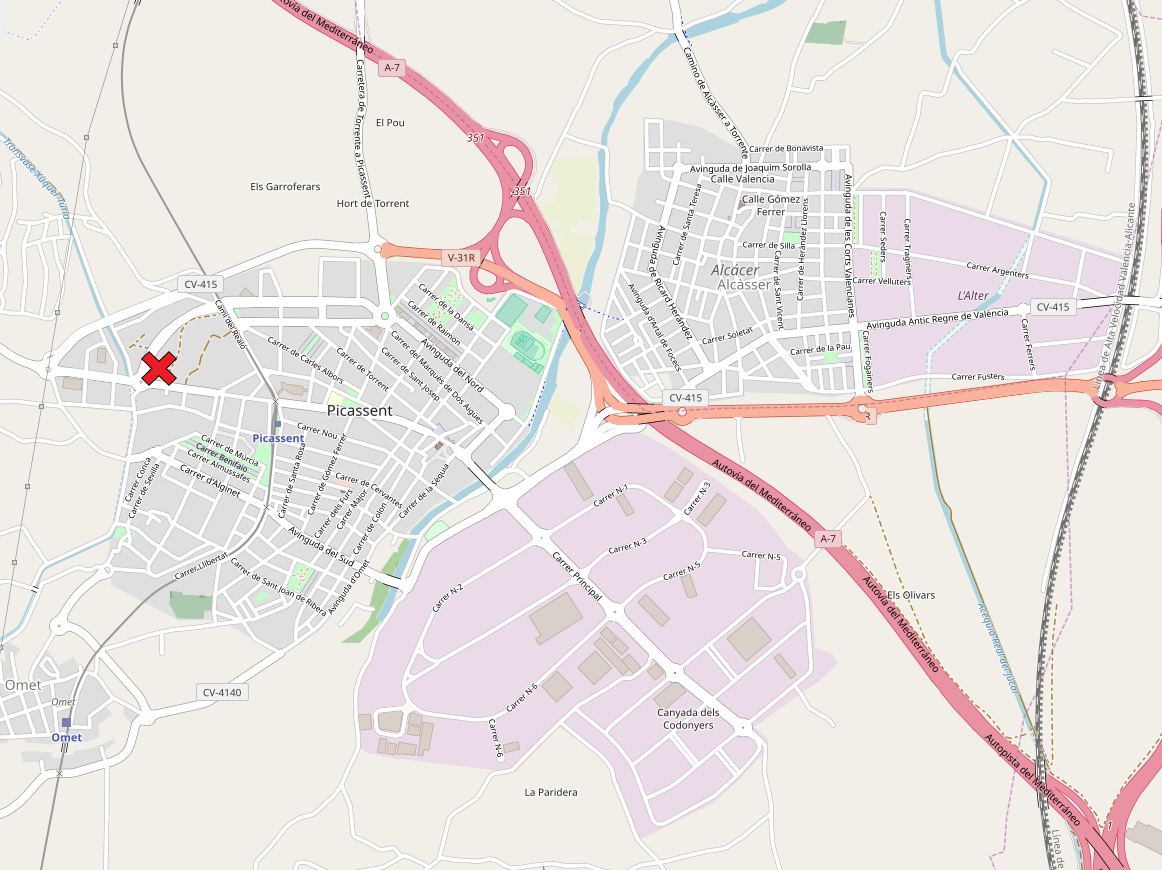
Mapa de Picasent (izquierda) y Alcácer (derecha). El aspa roja muestra la localización de la hoy desaparecida discoteca Coolor.

La búsqueda de las adolescentes fue intensa desde el día siguiente a su desaparición y no estuvo exenta de incidentes. Ese mismo domingo, dos voluntarios de protección civil de 26 y 35 años que estaban participando en las labores de búsqueda por los barrancos de Picasent fueron arrollados por un todoterreno. El más joven murió en el acto, mientras que su compañero fue ingresado en el hospital con un traumatismo craneoencefálico y catorce fracturas en las piernas, de las que se consiguió recuperar con secuelas.
El mismo día, después de las 10 de la noche, las familias de las muchachas esperaban su regreso a casa. Sin embargo, las chicas se habían ido con lo puesto y casi sin dinero. Este hecho descartaba la idea de una huida voluntaria y empezaba a alimentar la teoría de un rapto.
Aunque la ausencia de pistas era desalentadora, los investigadores recibieron numerosos testimonios de personas que creyeron haber visto a las niñas en diferentes puntos de España ese fin de semana. Los testimonios más verosímiles fueron aquellos que describían el posible recorrido de las niñas desde Alcácer en dirección a la discoteca Coolor. Así, una pareja de jóvenes declaró haber acercado con su coche a las tres niñas desde la salida de Alcácer, donde hacían autoestop, hasta la gasolinera situada en la entrada de Picasent. Ya en Picassent, un chico de Alcácer que regresaba de Coolor dijo haberlas visto mientras caminaban en dirección a la discoteca. Por último, una señora de Picasent manifestó haber visto desde el balcón de su casa cómo las tres niñas hacían autoestop debajo de su casa. La mujer aseguraba que un pequeño coche blanco, ocupado por cuatro personas, paró a la derecha de la calzada y vio cómo las tres niñas se subieron en él.
Las fuerzas de seguridad centraron sus primeras investigaciones en amigos de las menores, clientes habituales de la discoteca y sus dueños, llegando a la conclusión de que las adolescentes no habían llegado al local en ningún caso. También se indagó entre los reclusos de la prisión de Picasent puestos en libertad durante aquellos días. Además, se investigó a los delincuentes sexuales de la zona: durante dos semanas, fueron tras la pista de un hombre que satisfacía sus deseos sexuales en un descampado con muñecas grandes que compraba de una tienda.
El Ayuntamiento de Alcácer editó miles de carteles con datos de las pequeñas y los medios de comunicación se volcaron en la búsqueda de las muchachas. Cientos de españoles aseguraron haber visto a las menores. Se llegaron a organizar dispositivos policiales en Granada y en Pamplona siguiendo las pistas de la colaboración ciudadana.
Desde el gobierno, el ministro del Interior, José Luis Corcuera, se interesó personalmente por el caso y se entrevistó con los padres de las jóvenes. Su Ministerio formó un equipo especial conjunto de la Guardia Civil y la Policía Nacional para colaborar en la búsqueda. El presidente del gobierno, Felipe González, recibió en Nochebuena a las tres familias y les transmitió su «profunda preocupación como padre».
La búsqueda se amplió fuera de España y se puso al corriente a los servicios de Interpol. Las familias de las desaparecidas distribuyeron carteles en varios idiomas por algunos países de África (una pista llevaba a Marruecos, adonde podrían haberlas llevado como esclavas sexuales) y Europa. El día en el que se hallaron los cuerpos sin vida de las tres chicas, el padre de Míriam, Fernando García, se encontraba en Londres con periodistas para promover allí su búsqueda.

### Hallazgo de los cadáveres

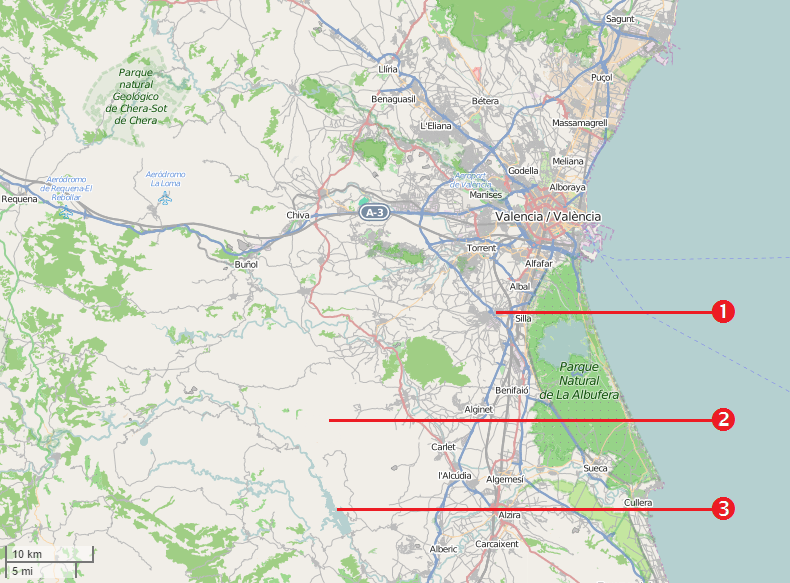
Mapa de los alrededores de Valencia: (1) Alcácer; (2) Paraje de La Romana; (3) Pantano de Tous.

El miércoles 27 de enero de 1993 por la mañana, un apicultor de 69 años y su consuegro subieron al monte a revisar unas colmenas de su propiedad. El lugar, conocido como barranco de la Romana, es un paraje montañoso en el término municipal de Tous, a unos doce kilómetros al norte del pantano de Tous y unos cincuenta al suroeste de la ciudad de Valencia. A las diez de la mañana, en las proximidades de las colmenas, los apicultores descubrieron un brazo humano medio desenterrado que llevaba un reloj de gran tamaño en la muñeca.
Un equipo de la Guardia Civil se trasladó al lugar de los hechos. El juez de Alcira encargado del levantamiento de los cadáveres, José Miguel Bort, tardó varias horas en llegar al lugar, pues estaba levantando un cadáver en otro municipio. En un primer momento, el tamaño del reloj en el brazo del cadáver hizo pensar al equipo que iban a desenterrar a un hombre. Sin embargo, al excavar se descubrieron otros dos cuerpos, los tres de mujeres, en avanzado estado de descomposición. Los cadáveres se hallaban envueltos en una alfombra grande y nueva, en el interior de una fosa de grandes dimensiones que había sido excavada a propósito. Los cuerpos estaban maniatados y apilados uno encima del otro, sin tocarse entre sí. Dos de ellos presentaban la cabeza separada del resto del cuerpo. A pesar del deterioro de los cadáveres y sus prendas de vestir (los colores y los tejidos eran muy difíciles de identificar), los expertos ya apuntaron que podría tratarse de las tres niñas. El juez declaró secretas las diligencias.
Además de los cuerpos, en los alrededores de la fosa se hallaron objetos de diversa índole, como un cartucho sin percutir, un videojuego y un repelente para mosquitos Autan. Sin embargo, la pista más relevante fueron unos trozos de papel que se encontraron junto a unos matorrales. Tras su reconstrucción, resultó ser un volante del Hospital La Fe de Valencia a nombre de un tal Enrique Anglés Martins, que había sido atendido de sífilis unos meses atrás. Este volante fue clave para la identificación de los primeros sospechosos.
Una vez desenterrados, los cadáveres fueron trasladados al cercano municipio de Llombay. Sin haber realizado las autopsias, no existía la certeza de que los cuerpos hallados fueran los de las adolescentes desaparecidas; sin embargo, todos los indicios apuntaban a que se trataba de ellas. Los familiares se reunieron en el Ayuntamiento de Alcácer cuando, a última hora de la tarde, se les comunicó la noticia. A las once de la noche acudió el presidente de la Generalidad Valenciana, Joan Lerma, para estar en contacto con las familias. Poco antes de la medianoche, los cuerpos fueron trasladados al Instituto Anatómico Forense de Valencia, donde permanecieron toda la noche antes de que se les practicase la autopsia.

### Funeral y condolencias
Tres días después de la aparición de los cadáveres de las tres niñas tuvo lugar el funeral y posterior entierro en el cementerio municipal de Alcácer. Al responso, que fue oficiado por el arzobispo de Valencia Agustín García-Gasco en la iglesia de San Martín Obispo, acudieron numerosas personalidades de la Comunidad Valenciana, como su presidente, Joan Lerma, o la alcaldesa de Valencia, Rita Barberá. Unas 30 000 personas llenaron las calles del pequeño pueblo valenciano para acompañar a las familias hasta el cementerio, que se encuentra a unos 700 metros del núcleo urbano.
Entre las personalidades que enviaron sus mensajes de condolencias a las familias destacan los Reyes de España Juan Carlos y Sofía, que “se encontraban consternados por la tragedia”. El Presidente del Gobierno Felipe González llamó por teléfono a la teniente de alcalde de la localidad Carmen Soler y se interesó “como padre” por los familiares. A su vez, José María Aznar, Manuel Fraga y el arzobispo de Sevilla expresaron su pesar por el triple asesinato de Toñi, Miriam y Desirée.

## Investigación

### Primeros sospechosos
La tarde del 27 de enero de 1993, tras el levantamiento de los cadáveres y siguiendo la pista del volante médico encontrado en la fosa, la guardia civil se personó en el domicilio de Enrique Anglés, en Catarroja. Enrique era el hermano de Antonio, un conocido delincuente de la zona ya fichado por la policía. En el domicilio se encontraban Enrique Anglés, su hermana Kelly, el novio de esta y la madre de los Anglés, Neusa Martins. Los tres primeros fueron enviados al cuartel de Patraix y se procedió al registro de la vivienda. Durante el registro, llegaron otros hermanos de Enrique Anglés, Mauricio y Ricardo, acompañados de un amigo, Miguel Ricart alias «el Rubio». Un guardia civil reconoció a este último como el compañero de fechorías de Antonio y también fue llevado al cuartel en calidad de testigo.

#### Enrique Anglés
Enrique Anglés presentaba discapacidad intelectual. Las investigaciones concluyeron que el volante a su nombre encontrado en la fosa por la tarde fue realmente prescrito a su hermano Antonio, que había suplantado su identidad en el hospital. Enrique fue puesto en libertad esa noche y se inició la búsqueda de Antonio Anglés.

#### Antonio Anglés
Los cuerpos de seguridad no consiguieron hallar el paradero de Antonio Anglés, que había emprendido su huida desde el primer momento. Una de las primeras pistas le situaba el viernes 29 de enero de 1993 en una peluquería de Valencia. Los dueños del negocio alertaron a la policía después de haber atendido a un cliente que había acudido para que le quitaran el rubio teñido del pelo y que coqueteaba con las empleadas. A pesar de la fuerte colaboración ciudadana, ninguna pista posibilitó su captura.

#### Miguel Ricart
Miguel Ricart realizó una declaración voluntaria cerca de la medianoche del 27 de enero. Debido a las contradicciones en las que incurrió, su amistad con Antonio Anglés y el hecho de que su coche coincidía con las descripciones de los testigos, Miguel Ricart pasó a estar detenido sobre las cinco de la madrugada. Horas más tarde, antes de la medianoche del 28 de enero, Ricart realizó su primera declaración como acusado ante la guardia civil, en la que confesó su participación en los crímenes. Ricart, que quedó en prisión preventiva, confirmó su participación en otras dos declaraciones realizadas los días 30 de enero y 2 de marzo.

### Autopsias

#### Primera autopsia
Unas horas después de su hallazgo, los cuerpos de las menores llegaron a las dependencias del Instituto Anatómico Forense de Valencia, donde permanecieron toda la noche. Al día siguiente (28 de enero de 1993), un equipo formado por seis forenses de Valencia, encabezados por el catedrático Fernando Verdú Pascual realizó el estudio de los cuerpos. El proceso llevó ocho horas, entre las nueve de la mañana y las cinco de la tarde, y el informe derivado de estas autopsias fue remitido al juzgado tres meses después.

#### Segunda autopsia
Inmediatamente después de las primeras autopsias y por requerimiento de las familias, el catedrático Luis Frontela realizó una segunda autopsia, más minuciosa, a los cuerpos de las adolescentes. En esta autopsia estuvieron presentes como observadores el equipo de forenses valencianos y dos guardias civiles que tomaron imágenes del procedimiento.
Frontela llevó a cabo un estudio morfológico de los pelos que se encontraban en los cadáveres y su ropa. Se hallaron quince pelos, de los cuales doce no pertenecían, de acuerdo a su morfología, ni a Ricart ni a Anglés (entre ellos una cana). Los tres restantes se encontraban dañados y no se pudieron analizar. Posteriormente se realizó, en el Instituto de Medicina Legal de Santiago de Compostela, un estudio de ADN mitocondrial sobre los pelos, hallándose perfiles genéticos pertenecientes a entre cinco y siete personas distintas, aunque este dato no era suficiente para determinar el número exacto de personas que participaron en los crímenes. Frontela apuntaba a una participación de al menos dos individuos, siendo más probable la participación de tres o más.
El estudio de las larvas halladas en los cuerpos, a las que Frontela solo tuvo acceso a partir de fotos y vídeos tomados durante la primera autopsia, sugirió que el tamaño de los insectos no se correspondía con el estado de putrefacción de los cadáveres. De este hecho, Frontela dedujo que las adolescentes fueron enterradas en dos lugares diferentes. Además, la ausencia de livideces (amoratamientos) de los cadáveres le llevó a pensar que los cuerpos de las niñas o bien sufrieron una fuerte hemorragia o bien estuvieron sumergidos en el agua, aunque no tuvo datos suficientes para demostrarlo.
El informe derivado de las autopsias fue remitido al juzgado tres días antes del comienzo del juicio, tres años más tarde.

### Declaraciones de Miguel Ricart

#### Descripción de los hechos
Miguel Ricart se autoincriminó en sus declaraciones de los días 28 y 30 de enero y 2 de marzo. Ricart explicó que, la noche del 13 de noviembre de 1992, él y Antonio Anglés recogieron en un Opel Corsa a las tres jóvenes cuando hacían autoestop. En lugar de llevarlas a la discoteca Coolor, como ellas pidieron, las llevaron a una caseta abandonada situada en el paraje montañoso del barranco de la Romana (39°14′53″N 0°39′42″O / 39.247997, -0.661629). Durante esa noche y la madrugada, las adolescentes permanecieron atadas a un poste de madera dentro de la caseta. Antonio Anglés fue desatando de una en una a las adolescentes para violarlas con la ayuda de Miguel Ricart, que les sujetaba las piernas para minimizar el forcejeo. El propio Ricart violó a Desirée antes de que Anglés la obligara a entrar en la caseta.
Anglés y Ricart hicieron un receso para desplazarse a un bar del municipio vecino de Catadau con el fin de comprar unos bocadillos para la cena. A la vuelta, Anglés continuó con las violaciones y las vejaciones. Cuando terminaron, volvieron a atar a las adolescentes e intentaron dormir. Como estas no paraban de llorar, Anglés se levantó furioso y con un palo las golpeó repetidamente para que callasen. Unas horas más tarde, las obligaron a caminar a punta de pistola y a la luz de unas velas hasta una fosa que Antonio Anglés había cavado horas antes a unos cuatrocientos metros de la caseta. Allí, Anglés asesinó a las adolescentes de sendos tiros en la cabeza. A continuación, envolvieron sus cadáveres en un trozo de moqueta y las enterraron.

#### Acusaciones de torturas
El 29 de marzo, dos meses después de su detención, Miguel Ricart realizó una cuarta declaración ante el juez, José Miguel Bort, en la que dio un giro radical a su relato: negó su participación en los crímenes y aseguró que la Guardia Civil le había torturado para forzar su autoinculpación. Sin embargo, esta nueva versión se contradecía con la opinión del médico forense que le reconoció tras su detención, que no apreció ninguna marca ni lesión en Ricart. Hasta la celebración del juicio, Ricart realizó dos declaraciones más (el 3 de septiembre de 1993 y el 30 de septiembre de 1994) en las que mantuvo haber sido torturado.

#### Implicación de otras personas
En su declaración del 30 de septiembre de 1994 ante José Miguel Bort, el juez que instruía el caso, Miguel Ricart acusó a dos personas más de participar en el triple crimen. Estas eran Mauricio Anglés, hermano de Antonio Anglés, y otro hombre, hasta entonces nunca mencionado, que Ricart apodó como el Nano. Esto reabrió las investigaciones en dos frentes: por un lado, la Guardia Civil debía encontrar al tal Nano; y por otro lado, la fiscalía de menores debía investigar la implicación de Mauricio (menor de edad en aquella época) en el triple crimen. Por su parte, los propietarios del bar Parador situado en Catadau, afirmaron en el juicio que la noche del crimen Ricart compró tres bocadillos, una ensalada y bebidas mientras una persona le esperaba en la calle junto al coche, cuya estatura no coincidía con la de Antonio Anglés, pero si con su hermano Mauricio. Finalmente la implicación de Mauricio Anglés fue descartada, tras no encontrarse restos biológicos suyos en el escenario del crimen.

### Huida de Antonio Anglés
En marzo de 1993, un colaborador de la policía antidrogas de Portugal aseguraba haber convivido con Antonio Anglés durante dos semanas en la localidad costera de Caparica. Según este colaborador, Anglés le robó el pasaporte con la intención de tomar un barco que le llevase a Brasil (su país de nacimiento). El 15 de marzo de 1993, la tripulación del barco mercante City of Plymouth encontró a bordo a un polizón portugués que, al ser descubierto, se lanzó (o lanzaron) al mar con un chaleco salvavidas. Este chaleco fue encontrado más adelante en la bocana del puerto sin rastro del polizón. Aunque su búsqueda no cesó, desde ese momento el rastro de Antonio Anglés se perdió en el mar.
Un solvente empresario valenciano, cuya identidad no trascendió para evitar consideraciones publicitarias, ofreció a finales de abril de 1993 cinco millones de pesetas a la persona que facilitase una pista fiable para la localización de Antonio Anglés. Esta recompensa se uniría a la ya ofrecida por el gobierno.
El 11 de septiembre de 1995 se encontró una calavera en una playa del condado de Cork (Irlanda) con el tabique nasal desviado, como el de Antonio Anglés. Sin embargo, la prueba de ADN que se le practicó resultó negativa. Por otro lado, en marzo de 1996, dos guardias civiles se desplazaron a Uruguay para buscar al cliente de una prostituta cuya descripción coincidía con la de Antonio Anglés, pero tampoco lograron dar con él.
En la actualidad, Antonio Anglés aparece en la web de Interpol como una de las personas más buscadas del mundo.

### El hombre del pelo cano
El 1 de febrero de 1993, un hombre de 51 años se presentó ante la Guardia Civil para hacer una declaración voluntaria. Se trataba de Miguel Nicolás Cortona, alias «el de Liria», el cual compartió celda con Miguel Ricart en diciembre de 1992, cuando este ingresó en prisión. Debido a la relación de amistad surgida en prisión, Nicolás le propuso a Ricart que fuera a su chalet en el municipio de Liria cuando cumpliera la condena. Al salir de prisión, tras una discusión con su mujer, Ricart se presentó en el chalet de Nicolás para pasar con él unos días. Nicolás le contó a la Guardia Civil que, una de esas noches (dormían juntos en la misma habitación), un hombre encapuchado entró en la vivienda y le amenazó con un arma de fuego para que le diera todos sus objetos de valor. Nicolás le dio 30 000 pesetas que llevaba en el bolsillo y el encapuchado le propinó una paliza con una barra de hierro. Al día siguiente del suceso, Antonio y Mauricio Anglés se presentaron en el chalet «para protegerle» durante unos días. Nicolás creyó reconocer que el hombre encapuchado se trataba de Antonio Anglés. Nicolás explicó que, desde la llegada de los Anglés al chalet, comenzaron los comentarios sobre raptos y violaciones de niñas, y de cómo ocultar las pruebas mediante su asesinato y enterramiento.
Miguel Nicolás declaró como imputado durante la instrucción del sumario después de que apareciera un pelo cano en la autopsia de los cuerpos. Cuando se comprobó que su ADN no coincidía con el del pelo hallado, se desestimó su participación. A raíz de este hecho, los medios de comunicación empezaron a denominar a Nicolás como "el hombre del pelo cano", a pesar de que no tenía el pelo cano (ni siquiera se lo teñía). Miguel Nicolás llegó a asegurar ante los medios que la alfombra o moqueta que envolvía los cadáveres de las niñas era de su propiedad. Sin embargo, durante el interrogatorio del juicio negó haberla visto y dijo que lo único que echó en falta después de que los Anglés y Ricart se marchasen de su chalet fue una alfombra blanca y un pico.

### Pruebas de ADN

#### La caseta de la Romana
A finales de julio de 1995, el Instituto Nacional de Toxicología remitió al juez un informe de los cabellos, semen y manchas de sangre hallados en la caseta del barranco de la Romana, lugar en el que, según las declaraciones de Miguel Ricart, las tres adolescentes fueron violadas y torturadas. De acuerdo con el informe, los cabellos correspondían a Mauricio Anglés, los restos de sangre a Roberto Anglés y el semen a uno de los hermanos Anglés que no era ni Mauricio ni Roberto (por eliminación, era de Antonio Anglés). Por lo tanto, el informe demostraba que los Anglés conocían esa caseta y que habían estado en ella (algo que ellos nunca habían negado), pero no permitía deducir que hubieran participado en el crimen porque no se podía demostrar que estuvieran allí aquel día. Ningún resto biológico recogido en la caseta pertenecía a las niñas.

#### El coche de Ricart
En el interior del coche de Miguel Ricart, usado para raptar a las niñas, se halló un único pelo cuyo ADN también fue analizado. Resultó ser del propio Ricart.

## Juicio
El juicio por el triple crimen de Alcácer, llevado a cabo en la Audiencia Provincial de Valencia entre mayo y julio de 1997, tuvo como único acusado a Miguel Ricart, quien enfrentaba cargos por rapto, violación, asesinato e inhumación ilegal. La instrucción del caso incluyó varias reaperturas para añadir nuevas pruebas, y se intentó aplazar el juicio a raíz de un informe de última hora del forense Luis Frontela, quien cuestionaba los procedimientos previos. A lo largo del juicio, Ricart negó su culpabilidad, alegando que su confesión fue obtenida bajo coacción, y sugirió la implicación de otros. Las declaraciones de familiares de Antonio Anglés, su supuesto cómplice, señalaron la relación cercana entre ambos y detallaron aspectos controvertidos de la investigación. El juicio también incluyó un intenso enfrentamiento entre Frontela y los forenses valencianos respecto a la autopsia y estado de los cadáveres. Finalmente, el 5 de septiembre, Ricart fue condenado a 170 años de prisión y al pago de una indemnización a las familias de las víctimas.

## Teoría alternativa
El padre de Míriam, Fernando García (Sevilla, 1951), se involucró personal y activamente en la búsqueda de las tres niñas. Tras el hallazgo de los cadáveres, las supuestas deficiencias en la instrucción del caso y la percepción de una falta de colaboración por parte de las autoridades le llevaron a suponer que se estaba tratando de ocultar la verdad sobre el crimen. El periodista de sucesos Juan Ignacio Blanco se unió desde el primer momento a las tesis de Fernando García, se fue a vivir a Alcácer y se convirtió en el investigador extraoficial del caso. Juntos cuestionaron el trabajo de la Guardia Civil, los forenses y los jueces y desarrollaron una teoría alternativa que les situó de lleno en el foco mediático. Esta teoría fue difundida a lo largo de 1997, principalmente en los programas Esta noche cruzamos el Mississippi de Telecinco y El Juí d'Alcàsser de la cadena autonómica valenciana Canal 9, en los que Fernando García y Juan Ignacio Blanco asistían en calidad de invitados.

### Vídeossnuff
En la teoría alternativa desarrollada por Fernando García y Juan Ignacio Blanco, Antonio Anglés y Miguel Ricart eran unos delincuentes comunes que seguían las órdenes de una banda organizada de asesinos. Ricart solo se habría encargado de enterrar los cadáveres de las niñas, a las que se les habría dado muerte en otro lugar no determinado, mientras que Anglés habría sido asesinado y enterrado para evitar que delatase a los verdaderos culpables. La banda criminal estaría dirigida por políticos y empresarios con mucho poder que se dedicarían a la grabación de vídeos snuff, es decir, vídeos cortos de torturas y asesinatos reales. Los integrantes de esta banda pagarían grandes sumas de dinero a cambio de matar a las personas que aparecían en esos videos. En cuanto a las niñas, habrían estado retenidas hasta en cuatro lugares diferentes de Madrid y Segovia antes de su asesinato y fueron enterradas en dos sitios diferentes.
García y Blanco no escatimaron medios en la difusión de esta teoría alternativa. Aunque sus intervenciones televisivas siempre levantaban polémica, las declaraciones más controvertidas, por la ligereza con la que fueron realizadas, tuvieron lugar el 29 de enero de 1997, en el programa Esta noche cruzamos el Mississippi. En directo, García y Blanco acusaron a tres hombres con relevancia política y empresarial, dando sus nombres y apellidos y sin presentar ninguna prueba al respecto, de pertenecer a una red de producción de películas snuff implicada en el crimen. Estos hombres, a quienes denominaron el clan de la Moraleja, eran un ex gobernador civil de Alicante: Alfonso Calvé, un productor de cine, José Luis Bermúdez de Castro, y un expresidente de Telefónica, Luis Solana. Los tres estaban vinculados al PSOE, que se encontraba al frente del gobierno de España en el momento de los asesinatos. Aunque dos de los hombres señalados por García y Blanco no desmintieron inmediatamente las acusaciones, finalmente acudieron a los tribunales. A mediados de mayo de 1997, la misma semana en que se abría el juicio oral contra Miguel Ricart, el semanario Interviú publicó un reportaje que revelaba que García y Blanco habían sido utilizados para hacer estas acusaciones. Un exsocio de los tres hombres proporcionó información falsa a Blanco con el fin de vengarse de ellos por una trama urbanística fallida en Madrid. En octubre de 2001, el productor y presentador del programa Pepe Navarro reconoció por escrito los daños causados y pagó una indemnización millonaria que le libró del juicio. No sucedió así con García y Blanco, que, a pesar de retractarse de sus palabras y pedir perdón, fueron condenados por calumnias.
La idea de los vídeos snuff, popular aquellos años por películas como Tesis de Alejandro Amenábar (1996), siempre estuvo en la mente de Juan Ignacio Blanco. Hasta su fallecimiento en 2019, Blanco manifestó estar en posesión de una cinta de vídeo snuff protagonizada por las tres niñas. Blanco aseguraba que, unos diez días después de que él llegase a Alcácer, el párroco del municipio llamó a medianoche a Fernando García para que acudiera a la iglesia. Allí, García recibió un sobre con una cinta VHS en su interior cuyo contenido visionaron García, su hermano y Blanco. En una de las escenas aparecían Míriam y Desirée tumbadas en sendas camillas. A su alrededor había un grupo de personas, algunas conocidas y con gran relevancia social y económica, que torturaban a las niñas realizándoles cortes con un bisturí. Blanco sostenía que había hecho llegar una copia de la cinta al ministerio del Interior y que no había obtenido respuesta por parte de las autoridades. Sin embargo, una serie de circunstancias ponen en entredicho la veracidad de este relato: primero, Juan Ignacio Blanco siempre se opuso a mostrar el vídeo; segundo, el párroco de Alcácer asegura que nunca entregó ningún sobre a Fernando García; y tercero, el propio García niega haber recibido o visto tal vídeo. Sin embargo, en relación con este último punto, semanas después del fallecimiento de Juan Ignacio Blanco en julio de 2019, el programa de televisión Cuarto Milenio entrevista a Fernando García y se contradice al cambiar de nuevo de versión afirmando en esta ocasión haber tenido contacto físico con la cinta pero que nunca ha observado su contenido.

### Otras declaraciones polémicas
Entre mayo y julio de 1997, en el programa diario de la televisión valenciana que se emitía en paralelo al juicio contra Ricart (El juí d'Alcàsser), García acusó a los cuatro guardias civiles que participaron en el levantamiento de los cadáveres de trucar las fotos. Blanco, a su vez, les acusó de perder pruebas, como la navaja con la que apuñalaron a las víctimas. A los cuatro forenses les acusaron de mentir y les tildaron de «ineptos» y de «personajes de tebeo»; y al fiscal del caso, Enrique Beltrán, le acusaron de «no trabajar lo suficiente» y de «chochear». Por estas declaraciones, en junio de 2009, el juez condenó a Fernando García a pagar indemnizaciones por valor de 270.000 euros y una multa de 14.760 euros por un delito continuado de injurias graves con publicidad; Juan Ignacio Blanco fue condenado a dos años de prisión y al pago de indemnizaciones por valor de 260.000 euros; y Radiotelevisión Valenciana fue condenada como responsable civil subsidiaria por las injurias vertidas.
Meses después de la finalización del juicio, Juan Ignacio Blanco volvió a realizar acusaciones no fundamentadas. En octubre de 1997, afirmó en una entrevista a la Revista de Gandía que el fiscal del caso, Enrique Beltrán, y el entonces ministro del Interior, José Luis Corcuera, habían dado instrucciones para que las autopsias de las muchachas no se practicasen correctamente, con el fin de encubrir a los verdaderos asesinos. En abril de 2000, Blanco fue condenado al pago de una multa de 945.000 pesetas por un delito de injurias graves con publicidad y a indemnizar a Enrique Beltrán con un millón de pesetas. El editor de la revista fue absuelto.

### Tensiones entre las familias
La madre de Desirée, Rosa Folch, al contrario que el padre de Toñi, nunca apoyó la teoría alternativa ideada por el padre de Míriam. Folch consideraba que esta versión no se correspondía con la realidad y discrepaba del modo en que García y Blanco trataban los detalles del crimen de su hija en los medios de comunicación. Estos hechos crearon fuertes desavenencias entre las familias de las víctimas.
Muestra de ello es el comunicado que Folch emitió en julio de 1997, en el que instaba a Fernando García a abstenerse de usar el nombre de su hija Desirée para recaudar donativos, ya fueran estos para financiar su investigación paralela o para constituir cualquier entidad. A finales de ese mes, coincidiendo con la vista para sentencia del juicio contra Ricart, Fernando García anunció la creación de una fundación con el nombre «Niñas de Alcácer». Esto llevó a Folch a movilizar a sus abogados para denegar la inscripción de la fundación con ese nombre. En abril de 1998 la Secretaría General de Asuntos Sociales le dio la razón: la fundación no podía ser inscrita con el nombre «Niñas de Alcácer» sin el consentimiento de Rosa Folch, pues lo contrario supondría una «vulneración de los derechos al honor, a la intimidad y a la propia imagen». La fundación nunca se llegó a crear de manera oficial. Fernando García, como presidente de la fundación ficticia, y Juan Ignacio Blanco, como secretario de la misma, fueron finalmente denunciados por el uso de la fundación como una vía fraudulenta de lucro. En 2006 el juez, al no lograr demostrar el delito de enriquecimiento ilícito de Fernando García, procede al sobreseimiento del caso. Sin embargo, el uso de este dinero de modo diferente al anunciado inicialmente supuso un cambio de actitud de parte de Alcácer hacia la figura de Fernando García.
Folch volvió a recurrir a la justicia en mayo de 1998, cuando se publicó el libro ¿Qué pasó en Alcácer?, de Juan Ignacio Blanco. El libro era una compilación del sumario del juicio, al que Blanco tuvo acceso a través de García, e incluía comentarios que potenciaban las tesis paralelas y reproducía fotos explícitas de los levantamientos de los cadáveres y las autopsias. Rosa Folch demandó a Blanco por considerar que el libro vulneraba el derecho a la intimidad de su hija. En agosto de 1998, los tribunales ordenaron la retirada del libro.
Por todo ello, Folch fue acusada sin pruebas en su entorno de haber cobrado una gran suma de dinero por sostener la versión oficial.

## Cuestiones sin resolver
Diversos medios han descrito una serie de posibles errores en la investigación, inconsistencias del sumario, dudas razonables y otras cuestiones no resueltas que pueden inducir a desconfiar de la veracidad del relato de los hechos recogido en la sentencia del juicio. Estas discrepancias, unidas a la repercusión mediática de la teoría alternativa desarrollada por Fernando García y Juan Ignacio Blanco, contribuyeron a que parte de la sociedad española diera más credibilidad a esta última que a la versión oficial. Algunas de estas cuestiones sin resolver se señalan a continuación.
- Los trozos del volante de la Seguridad Social que incriminaban al hermano de Anglés habrían permanecido sobre la fosa, en una zona de fuertes vientos, durante dos meses y medio.[18]
- No se encontraron rastros de sangre o fluidos orgánicos de las niñas en la caseta donde se afirma que tuvieron lugar los hechos.[18]
- Las pruebas forenses de los pelos hallados en la segunda autopsia determinaban que estos pertenecían, al menos, a cinco personas.[18]
- El hallazgo de una cruz de Caravaca en uno de los cadáveres aparece publicado por primera vez el 29 de enero en el diario Las Provincias, antes de que apareciera en la segunda autopsia. Existen dudas sobre la pertenencia de esta cruz a alguna de las niñas.[63][64]
- El sumario documenta que, antes de empezar a excavar, el juez encargado del levantamiento de los cadáveres, José Miguel Bort, constató que en la superficie de la tierra se apreciaba «una mano saliente, deshuesada prácticamente en su totalidad, con dos huesos salientes y un reloj blanco». Más adelante, se describe que este cuerpo se encontraba maniatado.[18]

## Hechos posteriores

### Puesta en libertad de Ricart
En el año 2011 el Tribunal Supremo confirmó la aplicación de la doctrina Parot sobre la pena de Ricart, por el que la aplicación de redención de penas debía ser de manera consecutiva a cada uno de los crímenes y no sobre el conjunto de la pena. El 29 de noviembre de 2013, al ser revocada la doctrina Parot por el Tribunal Europeo de Derechos Humanos, quedó en libertad Miguel Ricart, el único condenado por el crimen de Alcácer, tras permanecer 20 años en prisión, en centros tales como la cárcel de Herrera de la Mancha (Ciudad Real). El 18 de enero de 2021, Ricart fue identificado por la Policía Nacional en un piso okupa del distrito de Carabanchel, Madrid cuando presuntamente iba a comprar droga.

### Nuevos hallazgos óseos
En febrero de 2017, con motivo de la grabación de un capítulo del programa de ETB El lector de huesos dedicado al 25 aniversario del crimen, el antropólogo forense Francisco Etxeberria halló un diente humano (un premolar) junto a la fosa del crimen. Aunque el propio Etxeberria y la Guardia Civil dieron por hecho que el diente pertenecía a una de las niñas asesinadas, los biólogos no fueron capaces de extraer ADN de él y, por lo tanto, no se pudo confirmar.
El 24 de junio de 2019, una pareja de curiosos que paseaba por el lugar en el que fueron encontradas las niñas de Alcácer halló unos restos óseos. En total fueron cuatro huesos: el primero se encontraba en la superficie, mientras que los otros tres aparecieron al remover la tierra con un palo. La pareja envolvió los huesos en papel de aluminio y los llevó al cuartel de la Guardia Civil de Oliva. Aunque inicialmente se pensó que los huesos podrían ser fragmentos de las patas de algún animal, tanto el Instituto de Medicina Legal de Valencia como el forense Francisco Etxeberria determinaron que se trataba de cuatro falanges humanas. Se conjetura que podría tratarse de huesos pasados por alto durante el levantamiento de los cadáveres en 1993. El juzgado de Alcira encargado del sumario del caso deberá decidir si se les practica a los huesos un análisis de ADN para determinar si pertenecen a alguna de las niñas.
En noviembre de 2020 se confirmó que los huesos encontrados pertenecían a Miriam García.

### Nuevas investigaciones
En el marco de las pesquisas sobre el paradero de Antonio Anglés que se siguen en el Juzgado de Instrucción número 6 de Alzira, en 2020 y 2021 se ha tomado declaración a varios miembros de la tripulación del City of Plymouth. La magistrada y las acusaciones personadas en el caso pretenden esclarecer si el presunto asesino recibió ayuda para escapar del camarote donde estaba encerrado, y si alguno de los marineros puede aportar algún dato sobre el paradero de Anglés o su posible ahogamiento. Dos miembros de la tripulación sospechan que Antonio Anglés recibió ayuda para escapar y facilitaron los nombres de dos marineros que habrían favorecido la fuga, aunque ambos han fallecido. También se intenta encontrar una supuesta foto que se hizo al polizón antes de llegar a Irlanda.
Asimismo, en octubre de 2021 se han ordenado nuevas diligencias para la búsqueda en los vehículos Opel Corsa y Seat Ronda de indicios genéticos que puedan pertenecer a cualquiera de las tres víctimas, y también la inspección de los recortes de tapicería si los hubiera en el Instituto Nacional de Toxicología y Ciencias Forenses. Además de la inspección de los dos vehículos, la jueza de Alzira ha ordenado al Instituto Nacional de Toxicología que analice más de 50 pelos que fueron descartados en los estudios genéticos realizados en la década de los 90. El objeto de estas pruebas es enjuiciar a Anglés con garantías en el caso de que estuviera vivo y fuera detenido antes de la prescripción de triple crimen, así como arrojar luz sobre otras circunstancias que rodearon el caso. En marzo de 2022 se hizo público que no se había podido extraer ADN de los objetos analizados en los dos coches.

## Impacto social

### Periodismo basura
Durante los meses en que las adolescentes se encontraban desaparecidas, prácticamente todos los medios de comunicación se hicieron eco de la noticia. Programas de televisión como Quién sabe dónde (TVE-1) de Paco Lobatón sensibilizaron al país durante su búsqueda. Sin embargo, muchos analistas coinciden en señalar que la noche del 27 de enero de 1993 fue el inicio de la telebasura en España. Esa noche se conoció el hallazgo de los cadáveres y el programa De tú a tú (Antena 3), presentado por Nieves Herrero y Olga Viza, trasladó su plató a Alcácer. El programa contó con la presencia de los familiares de las desaparecidas, cuyo dolor fue retransmitido en directo a medida que se iban conociendo los macabros detalles de la recuperación de los cuerpos. Herrero llegó a mostrar una gran falta de tacto durante la emisión, al decirle a la madre de una de las víctimas que sostenía una de sus fotografías «abrace a su hija, abrace a su hija». Además, el público asistente, que se componía de vecinos del pueblo, aplaudía enfervorecido a medida que se iban conociendo las primeras detenciones esa misma noche. El programa y la propia Nieves Herrero fueron enormemente criticados por estos hechos durante años.
Por otro lado, durante el juicio a Ricart (1997), los programas Esta noche cruzamos el Mississippi (Telecinco) de Pepe Navarro y El juí d'Alcàsser (Canal Nou) de Amalia Garrigós también generaron mucha polémica por centrarse en los aspectos más morbosos de los asesinatos con el fin de conseguir buenos datos de audiencia. En ellos se mostraron fotografías de los cadáveres y se discutieron temas escabrosos, como si las muchachas tenían la regla o si se les habían quemado los pezones. Fernando García y Juan Ignacio Blanco usaban estos programas como plataforma para difundir su teoría de la conspiración.
El periodismo basura no se limitó a la televisión y alcanzó también a la prensa escrita. En abril de 1997, el polémico abogado Emilio Rodríguez Menéndez firmó y publicó una supuesta entrevista con Antonio Anglés en el diario Ya, del que era editor. Las fotografías de Anglés que aparecían en la entrevista fueron analizadas por la Guardia Civil, que desde el primer momento negó que se tratase del fugitivo. Dos meses más tarde, la revista Interviú desveló que se trataba de una manipulación informativa tramada para aumentar las ventas del diario que atravesaba una fuerte crisis económica. El falso Anglés resultó ser un modelo argentino que aseguraba desconocer la intención con la que le fueron tomadas las fotografías. El director del diario, José María de Juana, dimitió de su cargo.

### Adaptaciones cinematográficas
En 2009, el cineasta independiente barcelonés Jaume Najarro realizó una adaptación libre de la tragedia de los crímenes de Alcácer en la TV movie titulada El crimen de Peñasca.
En 2018 se estrenó Las niñas, del director valenciano Manuel Giménez de Llano y producida por Netflix.
En 2019, Bambú Producciones estrenó en la plataforma Netflix una serie-documental de cinco episodios titulada El caso Alcàsser y creada por Ramón Campos y Elías León Siminiani.